# Kilians
Kilians (anciennement The Kilians) est un un groupe allemand de rock indépendant, originaire de Dinslaken, en Rhénanie-du-Nord-Westphalie, actif entre 2005 et 2013.

## Histoire
Les Kilians naissent d'une association informelle d'élèves passionnés de musique à Dinslaken et s'appellent d'abord « The Rivets ». C'est sous ce nom qu'une première démo est enregistrée en automne 2005. À cette époque, le line-up se consolide et le groupe enregistre son premier EP homonyme sous le nom de « The Kilians ». Début 2006, la chanson Jealous Lover se place dans le classement du campus, et atteint la troisième place,.
Le groupe attire l'attention de son futur manager Thees Uhlmann, qui les invite à jouer sept soirs en première partie de la tournée de printemps de son groupe Tomte en 2006. Dans le cadre de cette tournée, le groupe vend 700 exemplaires de son premier EP. En août 2006, le groupe fait une tournée en Allemagne dans un bus sponsorisé par le fabricant de boissons Red Bull et donne de petites représentations dans les campings des festivals de musique. Le 17 avril 2007, Fight the Start, le premier EP officiel du groupe, sort sur le label Vertigo Berlin (Universal). Dans le cadre de cette publication, le groupe renonce à l'article « The » dans le nom du groupe, et se présente dès lors uniquement sous le nom de « Kilians ».
Durant l'été 2007, le groupe fait une tournée en Allemagne, et joue entre autres à Rock am Ring et Rock im Park. Le premier album Kill the Kilians sort le 7 septembre, et se classe à la 75e place des charts allemands. La même année, les Kilians sont nommés pour la 1Live Krone dans la catégorie « meilleur nouveau venu » et obtiennent la deuxième place,. En décembre 2007, les Kilians accompagnent Björn Dixgård (Mando Diao) lors de sa tournée solo en Allemagne et font la première partie de trois concerts en Allemagne des Babyshambles en janvier et février 2008. Début 2009, ils accompagnent de nouveau ce groupe en tournée en Allemagne. Le deuxième album They Are Calling Your Name sort le 10 avril 2009, le single préliminaire Said and Done sort le 3 avril 2009 et se classe dans les single charts allemands.
En mars 2010, les Kilians sont invités au festival SXSW à Austin, aux États-Unis, puis le chanteur Simon den Hartog fait une tournée en solo en avril pour soutenir le groupe australien An Horse. Les autres membres du groupe se sont pour la plupart consacrés à leurs études. En août 2012 sort le troisième album du groupe, intitulé Lines You Should Not Cross. L'album sort pour la première fois sur Grand Hotel van Cleef. En 2012, le rappeur pop Cro sample Fight the Start des Kilians pour son morceau Einmal um die Welt. Celle-ci devient le titre le plus téléchargé de l'album Raop sur iTunes et Amazon.
Le 1er août 2013, le label Grand Hotel van Cleef annonce sur Facebook et sur son site web que les Kilians allaient se séparer après une tournée d'adieu en décembre 2013. Le 2 mars 2017, le label du groupe annonce sur Facebook qu'à l'occasion du 10e anniversaire de leur premier album Kill the Kilians, le groupe partirait en juin 2017 avec sa formation originale pour une petite tournée de six dates. 

## Discographie

### Albums studio
- 2007 : Kill the Kilians (Vertigo Berlin, Universal)
- 2009 : They Are Calling Your Name (Vertigo Berlin, Universal)
- 2012 : Lines You Should Not Cross (Grand Hotel van Cleef)

### Singles et EP
- 2005 : The Kilians
- 2007 : Fight the Start
- 2007 : Enforce Yourself
- 2007 : When Will I Ever Get Home
- 2008 : Sunday
- 2009 : Said and Done
- 2009 : Hometown
- 2012 : Dirty Love